# Langue
Pour les articles homonymes, voir Langue (homonymie).
- Afro-asiatiques
- Nigéro-congolaises
- Nilo-sahariennes
- Khoïsan
- Indo-européennes
- Caucasiennes
- Altaïques
- Ouraliennes
- Dravidiennes
- Sino-tibétaines
- Austroasiatiques
- Austronésiennes
- Pama-nyungan
- Papoues
- Tai-Kadai
- Amérindiennes
- Na-dené
- Eskimo-aléoutes
- Isolat

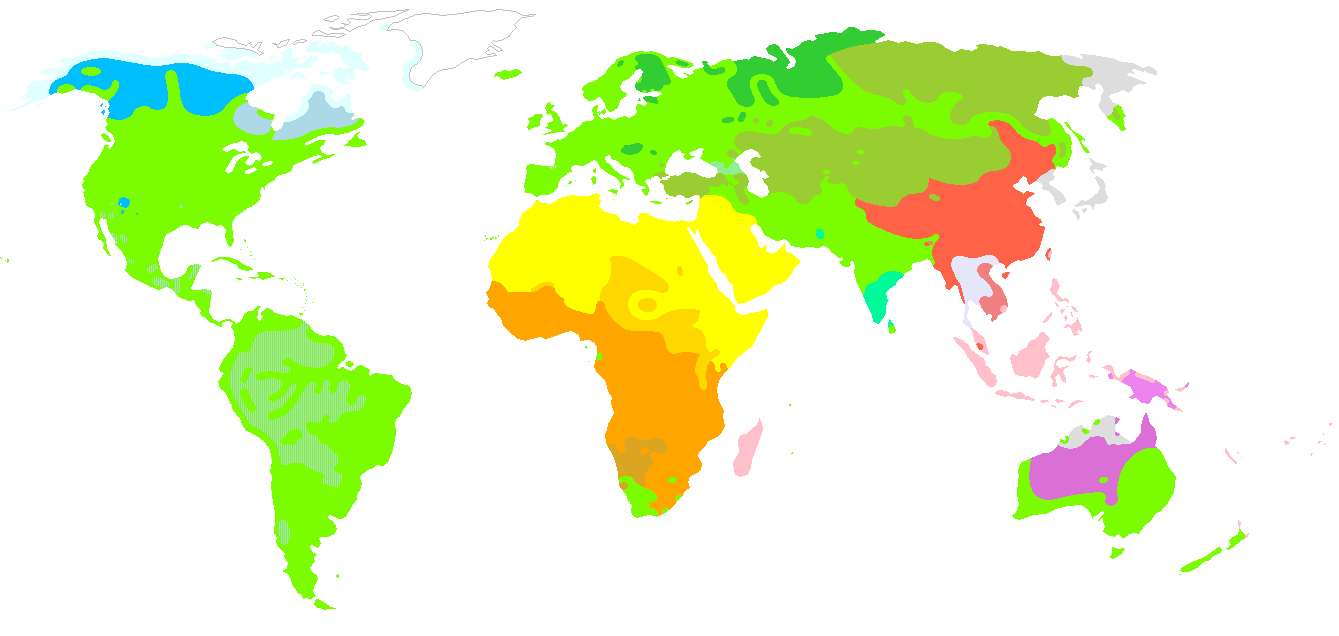
Langues du monde par familles :

Une langue est un système évolutif de signes linguistiques, vocaux, graphiques et/ou gestuels, qui permet la communication entre les individus.
Selon le linguiste André Martinet, « une langue est un instrument de communication selon lequel l'expérience humaine s'analyse, différemment dans chaque communauté, en unités douées d'un contenu sémantique et d'une expression phonique, les monèmes ; cette expression s'articule à son tour en unités distinctives et successives, les phonèmes, en nombre déterminé dans chaque langue, et dont la nature et les rapports mutuels diffèrent eux aussi d'une langue à l'autre ».

## Définition: langue et langage

### Langue et dialecte
Il n'existe pas de critère strictement linguistique permettant de distinguer une langue d'un dialecte.
Dans une perspective sociolinguistique (étude des langues dans leur rapport aux sociétés), le terme « langue » définit tout idiome remplissant deux fonctions sociales fondamentales : la « communication » (c'est au moyen de la langue que les acteurs sociaux échangent et mettent en commun leurs idées, sentiments, pensées, etc.) et l'« identification » (par son double aspect individuel et collectif, la langue sert de marqueur identitaire quant aux caractéristiques de l'individu et de ses appartenances sociales). Par conséquent, les « langues » sont des objets vivants, soumis à multiples phénomènes de variations et les frontières entre les langues sont considérées comme non hermétiques, car elles relèvent d'abord des pratiques sociales.

### Langue naturelle et langue construite
On appelle langue naturelle une langue qui s'est formée au cours du temps par la pratique de ses locuteurs, à partir d'états de langues antérieurs et/ou d'emprunts à d'autres langues. C'est le cas d'une grande majorité des langues parlées dans le monde.
Au contraire, on appelle langue construite, parfois improprement langue artificielle, une langue qui résulte d'une création normative consciente d'un ou de plusieurs individus. C'est notamment le cas de l'espéranto, seule langue construite comptant un nombre significatif de locuteurs, parlée dans plus de 120 pays du monde. Parmi les autres langues construites qui ont au mieux cent fois moins de locuteurs et qui ont dépassé le stade du simple projet  on peut citer son dérivé ido, le volapük qu’elle a supplanté,  l'interlingua, et plus récemment le lojban, le pandunia, le toki pona, ou des projets de langues imaginaires utilisées dans les œuvres de fiction : klingon (Star Trek), na'vi (Avatar), elfiques (Seigneur des Anneaux), etc.
Certaines langues ont également été créées historiquement pour permettre l'intercompréhension entre des locuteurs à l'occasion d'échanges commerciaux, comme le kiswahili, mélange de grammaire bantoue et de vocabulaire arabe, développé après la Renaissance par les marchands sur la côte est-africaine.

### Langue vivante et langue morte
On appelle langue vivante une langue qui est utilisée oralement par des personnes dont elle est la langue maternelle (ou par une communauté suffisamment nombreuse) de façon suffisamment intensive pour permettre une évolution spontanée de la langue (grammaticale, phonétique, etc.).
On appelle langue morte ou éteinte une langue qui n'est plus pratiquée oralement comme langue maternelle mais qui peut être encore utilisée dans certains domaines (tels que la religion, comme le latin ou le copte). C'est pourquoi certains préfèrent parler de langue ancienne. La connaissance des langues mortes, en permettant l'étude des textes anciens, est utile notamment à la linguistique historique ainsi qu'à l'histoire et à ses disciplines annexes. Les deux langues mortes les plus importantes de la culture occidentale sont le latin et le grec ancien. Celle des cultures indiennes ou influencées par l'Inde est le sanskrit.
Il est possible de « ressusciter » et de reconstruire des langues mortes, comme le montre l'exemple de l'hébreu moderne.
Une langue vivante est rarement un système uniforme et rigide, elle varie généralement selon le lieu géographique (dialectes), le milieu social (sociolectes) et les individus (idiolectes) et, bien sûr, selon le temps (diachroniquement), ce qui fait que, considérée à un moment donné, une langue est toujours en évolution et contient plusieurs états. Par exemple, le système phonologique des langues évolue, ce qu'étudie la phonétique historique. Une langue vivante est définie dans une géographie linguistique internationalement reconnue et se définit par sa frontière linguistique. Si cette aire linguistique est traversée par une frontière, c'est une langue transfrontalière, par exemple le basque.

### Langue parentale
On appelle langue maternelle ou langue parentale d'une personne, une langue que cette personne a apprise dans son enfance au cours de son apprentissage du langage.

### Dénominations linguistiques ou politiques
Une même langue définie par la linguistique, par la sociolinguistique et par la typologie sociolinguistique des langues, dont les locuteurs se comprennent spontanément, complètement et sans avoir besoin de traducteur ni de dictionnaire, peut avoir plusieurs dénominations et s'écrire avec plusieurs alphabets pour des raisons historiques, politiques, religieuses et identitaires : c'est par exemple le cas du hindi/ourdou, du moldave/roumain ou encore du serbo-croate appelé désormais BCMS pour Bosnien-Croate-Monténégrin-Serbe.

## Histoire: origine des langues
La question de l'origine des langues a été abordée dans des mythes très anciens, dont le plus connu est le récit biblique de la Tour de Babel qui présente la diversité des langues comme le résultat d'une punition divine.
Dans Les Travaux et les Jours, Hésiode présente l'invention du langage comme un des cadeaux que les dieux firent à Pandore.
Dans ses Histoires, Hérodote rapporte l'anecdote selon laquelle le pharaon Psammétique Ier (663-609) avait voulu déterminer de façon expérimentale la langue innée — et donc la plus ancienne — en faisant élever par un berger pendant deux ans deux nourrissons sans aucune interaction verbale avec la personne qui s'en occupait. Il en a conclu que cette langue serait le phrygien. Une expérience similaire sera reprise par Jacques IV d’Écosse au début du XVIe siècle et par Frédéric le Grand au XVIIIe siècle.
Dans l'Europe médiévale, l'hébreu a souvent été reconnu comme la langue originelle de l'humanité, notamment chez le théologien Juda Halevi (XIIe siècle). Par la suite, les savants juifs furent nombreux à hésiter entre l'hébreu, le grec, le latin et l'arabe.
Les travaux récents en anthropologie, en archéologie, en génétique et en linguistique suggèrent l'hypothèse d'une langue originelle commune. En se basant sur des ressemblances lexicales, les linguistes avaient déjà pu établir depuis plus d'un siècle l'arbre généalogique approximatif de la grande famille de langues issues de l'indo-européen. En 2003, Russell D. Gray et Quentin Atkinson ont proposé d'appliquer à 2 449 termes provenant de 87 langues de cette famille de langues une méthode phylogénétique informatisée comme celle qu'utilise la biologie pour construire des arbres généalogiques à partir de l'ADN. Cette méthode prend comme unité de base non pas les lexèmes mais les phonèmes présents dans les différentes langues. Considérant que le nombre de phonèmes d'une langue augmente en fonction du nombre de locuteurs qui la parlent, mais diminue lorsqu'un sous-groupe émigre loin de la famille mère, ils ont ainsi pu établir que l'expansion des langues indo-européennes correspond au développement de l'agriculture à partir du plateau anatolien entre 7 800 et 9 800 ans avant notre époque. En 2011, Atkinson applique son modèle à un plus grand nombre de langues. Dans une base de 504 langues, il observe que certaines langues africaines comptent plus de 100 phonèmes, alors que le hawaïen, qui est la langue la plus éloignée du berceau africain, n'en compte que 13, contre 45 en anglais et 36 en français. Cette diminution de la diversité des phonèmes en fonction de la distance, comparable à celle qu'on observe dans les caractéristiques génétiques, impliquerait selon Atkinson que le langage humain aurait pris naissance dans le sud-ouest africain il y a entre 50 000 ans et 100 000 ans,.

## Classification

### Nombre de langues
Il existe aujourd'hui environ 7 000 langues vivantes parlées sur la planète,, sans compter leurs dialectes. 
Il est notoirement difficile de déterminer avec précision ce nombre de langues parlées dans le monde, en raison de la difficulté à tracer des frontières précises entre les langues, notamment à différencier les langues des dialectes. Cependant, le chiffre de 7 000 langues prend en compte ces difficultés, et fait consensus parmi les linguistes. 
Des estimations indiquent que la moitié des langues existantes (en prenant en compte l'estimation de 7 000 langues dans le monde) pourrait disparaître durant le XXIe siècle.
L'ONU reconnaît 141 langues officielles.

### Familles de langues
Quelques grandes familles de langues sont les plus importantes en nombre de locuteurs.
A. Les langues flexionnelles de la famille indo-européenne sont parlées en première langue par un peu plus de 40 % de l'humanité : Asie du Sud, Europe, Amériques, Océanie. L'anglais, le français et le portugais sont souvent aussi langues officielles en Afrique subsaharienne, donc pour plus de 10 % de la population mondiale. Depuis le début du vingtième siècle, et surtout après 1945, l'anglais est devenu la principale langue de communication internationale.
L'existence d'une langue commune parlée par le peuple des Indo-Européens est établie sur la base d'une comparaison entre les langues. Aucun vestige historique (monuments funéraires, œuvres d'art, artisanat, etc.) ne l'atteste par ailleurs de façon sûre. L'existence des Indo-Européens n'est pas une donnée de l'histoire, mais une hypothèse formulée à partir de la comparaison entre des milliers de mots. Par exemple, le mot mère se dit mater en latin, mothar en gothique, mathir en vieil irlandais, matar en sanskrit, etc. Le terme indo-européen a été introduit en 1816 par l'Allemand Franz Bopp pour désigner un ensemble de langues d'Europe et d'Asie dont la parenté structurale s'est révélée remarquable. Le sanskrit, le grec, le latin, le hittite, le vieil irlandais, le gothique, le vieux bulgare, le vieux prussien, etc., présentent des liens communs.
B. Les langues isolantes et à tons de la famille sino-tibétaine sont parlées par plus de 20 % de la population mondiale, la plus importante étant le mandarin.
C. Quelques autres groupes de langues sont parlés par environ 5 % de la population mondiale avec une parenté souvent plus difficile à établir : langues ouralo-altaïques majoritairement agglutinantes (tels le japonais, le coréen, le turc...); langues austronésiennes (dont l'indonésien-malais) ; langues dravidiennes (dont le tamoul) ; Langues chamito-sémitiques (dont l'arabe) ; langues nigéro-congolaises dont le lingala.
Les autres groupes de langues repérés sont beaucoup moins importants démographiquement.

### Nombre de locuteurs par langue
L'estimation du nombre de locuteurs d'une langue (en première et en seconde langue) peut donner d'importantes divergences pour certaines langues. C'est notamment le cas du français ; Ethnologue.com estime le nombre de locuteurs du français à 128 millions en 1999, dont 77 millions en première langue, alors que dans le même temps pour d'autres, la francophonie représenterait un ensemble de 600 millions de personnes vers 2050.
Treize langues sont parlées par plus de cent millions de personnes en tant que langue maternelle et langue seconde. En tête, vient l'anglais (1,5 milliard), puis le mandarin (un milliard), l'espagnol (567 millions), l'arabe (568 millions), le hindi (381 millions), le français (274 millions), le russe (268 millions), le bengali (267 millions), le portugais (240 millions), le malais et l'indonésien (198 millions) l'ourdou (162 millions), l'allemand (143 millions) et le japonais (130 millions). Ces langues sont pour certaines en correspondance avec un territoire national, tandis que d'autres se retrouvent à différents endroits dans le monde du fait des migrations historiques. De très nombreuses autres langues sont parlées par un nombre réduit de personnes.

### Dénominations
Les noms de chaque langue sont multiples et ne doivent pas être confondus avec ceux des peuples, eux-mêmes variables, évolutifs et multiples. D'une part, il existe des différences entre endonymes et exonymes, par exemple pour la langue appelée inuit par ses locuteurs, mais eskimo par les Amérindiens. D'autre part, il existe des langues très proches et en grande partie intercompréhensibles, mais néanmoins différentes et désignées par des noms différents, comme dans les cas du tchèque et du slovaque d'un côté, du macédonien et du bulgare de l'autre. Par ailleurs, pour une même langue totalement intercompréhensible, il peut exister des alphabets, une histoire et des noms différents, comme dans les cas du croate et du serbe, ou encore du hindi et de l'ourdou. Enfin, une même langue parfaitement compréhensible par tous ses locuteurs, usant du même alphabet et ayant la même histoire, peut néanmoins changer de nom selon les pays où elle est parlée, comme c'est le cas pour le moldave-roumain.
C'est pourquoi les linguistes préfèrent utiliser des dénominations scientifiques marquées par le suffixe phone, comme lorsque l'on parle d’anglophones ou de francophones nonobstant leurs nationalité, origine ou histoire.

## Évolutions et comparaisons

### Disparition des langues
Il est généralement estimé qu'environ 50 % des langues encore parlées aujourd'hui - dont plus de la moitié proviennent de Papouasie Nouvelle Guinée, Indonésie, Nigeria, Zaïre, Inde, Chine et Mexique - auront disparu d'ici 2100 . Dans certaines régions où les langues sont diverses mais les locuteurs de chacune peu nombreux, cela pourrait être de l'ordre de 90 % (comme en Australie et en Amérique). Début 2008, l'ONG Survival International estimait qu'une langue indigène disparaît « toutes les deux semaines ». Cette estimation est confirmée par un rapport de l'UNESCO qui classe 2 464 langues comme « menacées » de disparition : en moyenne, une langue disparaissant tous les quinze jours.
Colette Grinevald estime qu'en 2100 les langues majoritaires seront :
- l'anglais, comme langue pour le commerce et les échanges scientifiques notamment ;
- l'espagnol, en Amérique Latine (et dans le Sud des États-Unis) ;
- l'arabe, dans le monde arabe ;
- le mandarin et le hindi, en Asie ;
- le swahili et le wolof, en Afrique.

Le français est utilisé comme langue de la diplomatie internationale, des « pays non alignés », des organisations internationales, des Jeux olympiques. La francophonie devrait donc bien se porter, notamment à travers son développement au sein de la communauté des pays francophones, son expansion en Afrique et au Maghreb et le concours du dynamisme linguistique des francophones canadiens, belges et suisses. Ainsi, selon le démographe et sociologue Richard Marcoux, le français pourrait en 2050 compter 600 millions de locuteurs.
Une langue est considérée comme menacée si elle risque de ne plus avoir de locuteurs d'ici la fin du XXIe siècle. Une langue qui paraît solide, car utilisée par plusieurs millions de personnes, peut être en danger. C'est notamment le cas des langues quechua en Amérique du Sud, car très peu de jeunes les apprennent.
Depuis que la majorité de l'humanité vit dans des milieux urbains, cette disparition s'accélère. Une des causes est l'exode rural, qui conduit à l'absence de transmission des traditions et des langues associées. Souvent, la pression sociale fait que les locuteurs de langues minoritaires (comme les Amérindiens mais aussi de nombre de langues dites régionales, comme en France avec les Bretons durant les années 1950 ou la langue corse, déclarée « en danger » par l'Unesco en 2009) considèrent que parler une langue traditionnelle est un handicap pour l'intégration dans la société et pour trouver du travail. La pression exercée par certains États, qui considèrent que la langue est un des ciments de la société, est également un facteur de disparition de la diversité linguistique.
La disparition de ces langues entraîne avec elle la disparition de pans entiers de la culture traditionnelle de certains groupes. La disparition d'une langue traditionnelle et le mauvais apprentissage de la langue dominante occasionnent un malaise chez certaines personnes, par manque d'intégration, celles-ci ne pouvant se reconnaître dans aucune culture.
Internet joue un rôle ambivalent. C’est d'un côté un accélérateur de la disparition des langues, par l'uniformisation des moyens de communications, mais c’est aussi un moyen de préserver ces langues, par l'établissement de communautés parlant des langues traditionnelles.
L'ONG Terralingua estime que 20 % des langues se sont éteintes entre 1970 et 2005 et prévoit que seuls 10 % des idiomes aujourd'hui menacés passeront le cap du XXIIe siècle.

### Création de langues
Certaines langues disparaissent, mais il arrive aussi que des langues soient créées. En général, cela se produit suivant trois axes :
- des personnes de langues différentes sont en contact (cas des créoles) ;
- un peuple, par souci d'identité nationale, crée sa langue (swahili, indonésien, hébreu moderne, norvégien, katharévousa) ;
- pour faciliter la communication internationale (espéranto, interlingua, pandunia…).

Il existe également un cas plus marginal, avec ce que l'on appelle les langues imaginaires ou de fiction (schtroumpf, novlangue, kobaien, quenya, sindarin ou encore klingon, Na'vi). Cette dernière catégorie tient plus du plaisir ludique et littéraire que de la véritable fonctionnalité linguistique (bien que les langues créées dans cette catégorie puissent être fonctionnelles).
Certaines langues construites sont devenues langue d'État, par exemple le chinois mandarin qui fut créé en 1956 par le gouvernement communiste chinois afin de créer une langue commune pour la Chine.

### Transmission de l'information
Les langues se valent-elles dans leur capacité à former des pensées, à communiquer des informations ou à fédérer les hommes dans leurs actions ?
Une étude menée en 2012 par des chercheurs du laboratoire Dynamique du langage, à l'Institut des sciences de l'homme, a mesuré la densité d'information transmise par syllabe dans sept langues (japonais, espagnol, italien, français, allemand, anglais et mandarin). Les auteurs observent que le débit d'information varie entre les langues (par exemple, le débit d'un hispanophone est supérieur de 26 % à celui d'un anglophone). Cependant, un autre facteur est à prendre en compte : la quantité d'information transmise par chaque syllabe. La densité d'information transmise par syllabe est inversement proportionnelle au débit. Par conséquent, les chercheurs concluent qu'en moyenne, les sept langues transmettent l'information à vitesse égale.

### Comparaison entre les langues
Le Département d'État des États-Unis classe les principales langues du monde en quatre groupes, selon le nombre de semaines que nécessite en moyenne leur apprentissage par un locuteur anglophone :
- 24-30 semaines : danois, espagnol, français, italien, néerlandais, norvégien, portugais, roumain, suédois ;
- 36 semaines : allemand, créole haïtien, indonésien, malais, swahili ;
- 44 semaines : albanais, amharique, arménien, azéri, bengali, bulgare, birman, dari, estonien, finnois, géorgien, grec, hébreu, hindi, hongrois, islandais, kazakh, khmer, kurde, kirghize, laotien, letton, lituanien, macédonien, mongol, népalais, persan, polonais, russe, serbo-croate, singhalais, slovaque, slovène, somali, tagalog, tadjik, tamoul, tchèque, télougou, thaï, tibétain, turc, turkmène, ukrainien, ourdou, ouzbek, vietnamien ;
- 88 semaines : arabe, cantonais, japonais, coréen, mandarin.

## Esthétique des langues
Certaines langues du monde sont souvent préférées et considérées plus « belles » que d’autres. L'allemand, par exemple, est souvent perçu comme étant une langue abrupte et désagréable, tandis que le français est, quant à lui, considéré comme sophistiqué et mélodieux.
Il existe trois dimensions d’évaluation esthétique d’une langue :
1. La structure : la dimension de la structure représente entre autres le caractère plus ou moins logique de la langue.
2. La sonorité : la sonorité touche aux caractéristiques sonores d’une langue telles que sa fluidité ou sa mélodie à l’oral.
3. La valeur : la dimension de la valeur est quant à elle reliée à des facteurs socio-culturels, ainsi qu’à la sonorité et à la structure. Les préférences individuelles basées sur des aspects tels que la beauté ou la plaisance d'une langue relèvent de la valeur qu’un individu attribue à une langue.
L’origine de telles préférences esthétiques fait débat entre les linguistes et deux hypothèses à caractères opposés ont été suggérées.

### Hypothèse de la valeur inhérente
La première, axée sur les aspects sonores du langage, est appelée hypothèse de la valeur inhérente (en anglais, inherent value hypothesis). Elle prétend que certaines langues, variétés, dialectes ou encore accents sont intrinsèquement plus attrayants que d’autres,. Elle affirme que l’être humain peut être biologiquement attiré par certains sons ou manières de parler propres à une langue. Dire qu’une langue est plus belle qu’une autre insinue une notion de prestige et de supériorité.
Par exemple, les locuteurs d’une langue dite moins belle peuvent se sentir gênés de parler librement dans leur langue. La beauté perçue d’une langue peut aussi avoir des impacts sociaux importants. Ainsi certains locuteurs d’une langue auront plus de chance ou non dans la vie professionnelle (par exemple entretiens d’embauche) ou seront plus pris au sérieux dans certains contextes institutionnels (audience au tribunal, accès à des soins dans les hôpitaux, recherche de logement).

### Hypothèse de la norme imposée
La deuxième hypothèse, centrée sur des aspects socio-culturels, est appelée hypothèse de la norme imposée (en anglais, imposed-norm hypothesis). Contrairement à la première, celle-ci défend que la préférence pour une langue, variété, dialecte ou accent dépend des connotations sociales qui leur sont attachées, telles que le statut social ou le prestige de ses locuteurs.

### Validation des hypothèses
Diverses études ont été menées afin de prouver ou de réfuter ces hypothèses. Dans une étude de 2016, il est mentionné que la langue suédoise serait plus belle que le danois. Pour confirmer ou contester cette idée, des locuteurs allemands et chinois n’ayant aucune connaissance des deux langues scandinaves devaient les juger. Même sans idée préconçue sur la langue et la culture, le suédois est préféré par les participants allemands et chinois. Cette étude argumente ainsi en faveur de l'hypothèse de la valeur inhérente.
Plusieurs autres études semblent soutenir la validité de l'hypothèse de la norme imposée. 
Les résultats d’une recherche de 2015 sur les dialectes suisse allemands bernois et thurgovien suggèrent que les anglophones et les francophones qui ne sont pas familiers avec les différents dialectes et connotations sociales qui leur sont attachées ne préfèrent pas un dialecte à l’autre. Cependant, les Zurichois ont montré une préférence nettement plus grande pour le dialecte bernois. L’étude a démontré ainsi que le jugement esthétique dépend uniquement de facteurs extralinguistiques qui se basent sur des connotations et stéréotypes sociaux déjà ancrés dans la société.
De façon générale, les linguistes penchent en faveur de l'hypothèse de la norme imposée. En d’autres termes, il n’existe pas réellement de langues plus belles que d’autres, mais l’individu est faussé dans son jugement par les connotations sociales auxquelles les langues sont rattachées. Néanmoins, quelques études démontrent la pertinence de l'hypothèse de la valeur inhérente, selon laquelle les individus seraient plus attirés par certains sons. La difficulté à prouver ou à réfuter ces hypothèses provient du manque d'études « neutres », c’est-à-dire, des études où les participants ne sont en aucun cas capables d’identifier la langue en question. Dans ce cas-là, l’individu serait dépourvu de toute connotation sociale liée à cette langue, et pourrait ainsi avoir un avis plus objectif fondé uniquement sur la sonorité.

## Enjeux géopolitiques, stratégiques, économiques
Différentes organisations internationales existantes peuvent être reliées au fait que leurs membres ont une même langue en commun ; ce sont ainsi le Commonwealth, l'Organisation des États ibéro-américains (OEI), la Ligue des États arabes, la Communauté des pays de langue portugaise (CPLP), et l'Organisation internationale de la francophonie (OIF). Ces membres de ces organisations peuvent partager également d'autres caractéristiques communes, mais aussi avoir des enjeux internationaux tels qu'économiques, stratégiques ou politiques.

## Droit
Les langues peuvent avoir différents statuts dans les organisations internationales, particulièrement, la langue officielle et la langue de travail.

## Langues et informatique
Sur la Toile, la langue est gérée dans les langages de balisage qui manipulent du texte en langage naturel dans des documents.
Il existe de nombreux besoins, de nombreuses dispositions juridiques, de nombreuses pratiques qui demandent de gérer la langue d'une certaine manière :
- les dispositions de politique linguistique (en France, la loi sur l'usage de la langue française par exemple) ;
- la politique linguistique de l'Union européenne, pour la diffusion des directives européennes et des règlements ;
- l'optimisation pour les moteurs de recherche ;
- les bonnes pratiques qualité ;
- les conseils pour l'internationalisation.

Il existe deux usages de la langue dans les langages HTML et XML : la langue Étranger et la langue de traitement.
L'arrivée des nouvelles technologies comme l'informatique, Internet et les téléphones cellulaires avec messages textos ont mené à la création d'une nouvelle façon d'écrire les langues, comme le langage SMS ou l'alphabet de tchat arabe.
Toutes les langues ne sont pas égales sur internet : certaines bénéficient d'une présence beaucoup plus importantes (comme l'anglais) tandis que d'autres, bien qu'ayant de nombreux locuteurs, sont quasiment absentes du net. Sur les plus de 6 000 langues dans le monde, environ 280 sont présentes sur Wikipédia et seulement 500 ont une présence numérique.